# Positief parlementarisme

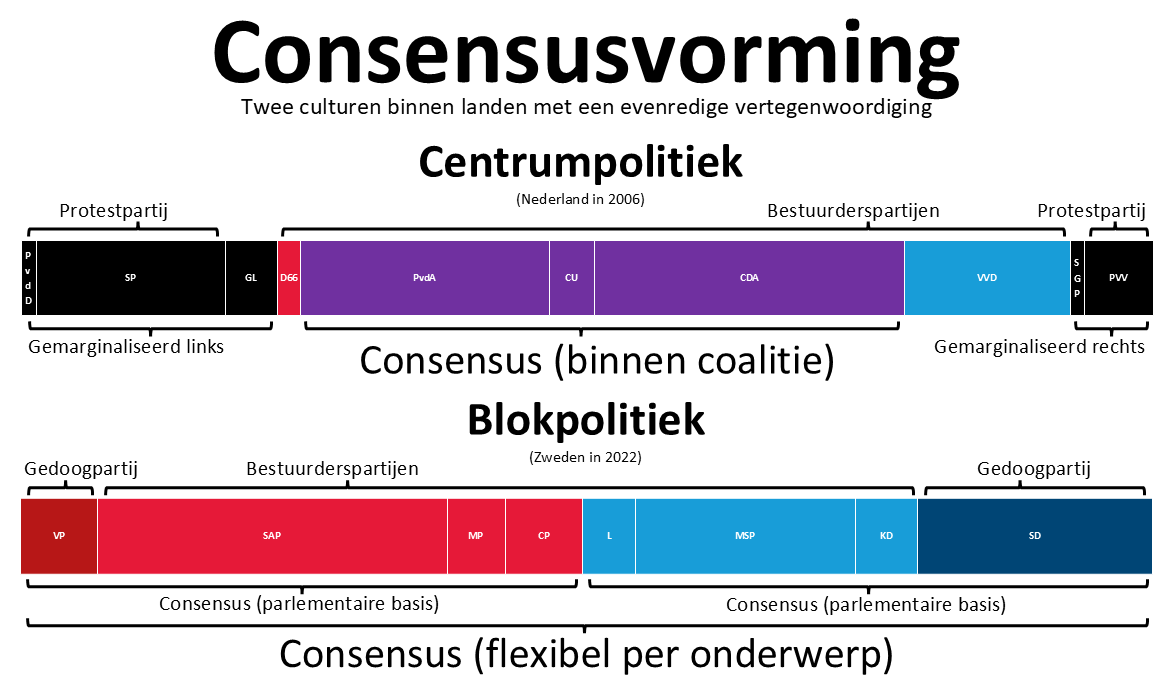
Voorbeelden van negatief parlementarisme (blokpolitiek in Zweden) en positief parlementarisme (centrumpolitiek in Nederland).

Positief parlementarisme is een regeringssysteem waarin een regering pas kan aantreden na expliciete goedkeuring van een parlementaire meerderheid. Dit vereist een vertrouwensvotum voordat de regering formeel wordt geïnstalleerd. Dit systeem bevordert doorgaans de vorming van stabiele meerderheidskabinetten, omdat coalitiepartijen vooraf overeenstemming moeten bereiken over een gemeenschappelijke beleidsagenda. Tegelijkertijd kan het de invloed van de oppositie beperken, omdat het regeringsbeleid voornamelijk binnen de coalitie wordt uitonderhandeld en niet afhankelijk is van wisselende parlementaire meerderheden die er bestaan per beleidsonderwerp.
Positief parlementarisme verschilt van negatief parlementarisme, waarbij een kabinet kan regeren zolang er geen expliciet wantrouwen wordt uitgesproken. In negatief parlementarisme komen flexibele minderheidskabinetten vaker voor, die per onderwerp wisselende meerderheden zoeken. Daarnaast bevordert positief parlementarisme centrumpolitiek, wat contrasteert met systemen waarin blokpolitiek domineert en regeringsvorming over ideologische scheidslijnen heen zeldzamer is.

## Kenmerken

### Meerderheidskabinetten
Een kenmerk van positief parlementarisme is dat het vrijwel altijd leidt tot een meerderheidskabinet. Coalitiepartijen moeten onderling tot overeenstemming komen voordat een regering wordt geïnstalleerd, waardoor deze een stabiele basis in het parlement heeft. De formatie start doorgaans met de grootste partij, die samenwerking zoekt met andere partijen om een meerderheidscoalitie te vormen. Dit proces kan echter lang duren, vooral wanneer geen enkele combinatie vanzelfsprekend is.

### Centrumpolitiek
Binnen dit systeem speelt het politieke centrum een belangrijke rol, omdat partijen compromissen sluiten binnen brede middencoalities. Hierdoor wordt de oppositie vaak gespleten en hebben partijen buiten de coalitie weinig invloed op het regeringsbeleid. Omdat de coalitie zelf een parlementaire meerderheid heeft, wordt politiek conflict eerder binnen de coalitie zelf opgelost dan in het parlement. Dit kan de stabiliteit bevorderen, maar kan ook leiden tot stagnatie wanneer coalitiepartners niet in staat zijn om constructief samen te werken. 

## Gevolgen en dynamiek

### Onzekerheid bij kiezers
Een ander effect van positief parlementarisme is dat kiezers voorafgaand aan de verkiezingen vaak niet weten welke partijen uiteindelijk zullen gaan regeren. Hierdoor hebben zij weinig grip op de regeringsformatie. Dit komt doordat coalitieonderhandelingen pas na de verkiezingen plaatsvinden en de samenstelling van de regering sterk afhankelijk is van de verkiezingsuitslag en de onderhandelingen tussen partijen.

### Gedeeltelijke machtswisseling
Bij positief parlementarisme is er vaak sprake van een gedeeltelijke machtswisseling. Dit komt doordat nieuwe regeringen meestal worden gevormd door partijen die al eerder regeringsverantwoordelijkheid hebben gedragen. Dit betekent ook dat grote politieke koerswijzigingen zelden voorkomen.

### Onbedoelde en geblokkeerde meerderheden
Een kenmerk van positief parlementarisme is dat er onbedoelde meerderheden kunnen ontstaan. Dit gebeurt wanneer een kleine coalitiepartij tijdens de formatie een specifiek beleidspunt weet te onderhandelen en hiermee effectief een parlementaire meerderheid creëert, ook al heeft de meerderheid van de coalitie of het parlement dit niet als prioriteit. Daarnaast kunnen regeringspartijen een veto uitspreken over bepaalde voorstellen, waardoor zelfs brede parlementaire meerderheden geblokkeerd kunnen worden als één regeringspartij zich verzet tegen een initiatief.

## Voorbeelden
Landen die positief parlementarisme hanteren zijn onder andere:
- Duitsland: Een nieuwe regering moet een vertrouwensvotum winnen voordat deze kan aantreden.
- Spanje: De premier wordt pas benoemd als een absolute meerderheid van het parlement hem of haar steunt.
- België: De regering heeft formeel parlementaire steun nodig om te worden geïnstalleerd.

## Kritiek en risico’s
Positief parlementarisme bevordert stabiliteit binnen brede middencoalities, maar kan tegelijkertijd de uitsluiting van bepaalde politieke partijen in de hand werken. Wanneer populistische partijen structureel buiten regeringsdeelname worden gehouden, kan dit maatschappelijke onvrede vergroten en bijdragen aan verdere polarisatie. Dit mechanisme kan oppositiepartijen ertoe aanzetten radicalere standpunten in te nemen, omdat zij zich niet vertegenwoordigd voelen binnen het besluitvormingsproces.